# Teoria skali produkcji
Teoria skali produkcji - obok teorii cyklu życia produktu i teorii luki technologicznej jest jedną ze współczesnych teorii handlu międzynarodowego. Współczesne teorie handlu międzynarodowego można podzielić na neotechnologiczne oraz neoczynnikowe. W teoriach neotechnologicznych uwzględnia się zmiany spowodowane ciągłym rozwojem postępu technicznego. Natomiast teorie neoczynnikowe opierają się na zasadzie kosztów względnych, które dodatkowo uwzględniają zasoby naturalne oraz niejednorodność czynników produkcji: pracy i kapitału.

## Skala produkcji
Skala produkcji to miara ilości otrzymanego produktu przy uwzględnieniu ilości czynników produkcji.

## Korzyści skali produkcji

### Statyczne i dynamiczne
Teoria korzyści skali produkcji polega na szybszym zwiększaniu produkcji niż nakładów czynników produkcji.
Korzyści wynikające z zastosowania tej teorii:
- Statyczne – krótkookresowe korzyści, wskutek specjalizacji zwiększają się serie produkcyjne i serie sprzedaży. Prowadzi to do obniżenia jednostkowych kosztów wytwarzania dzięki zmniejszeniu częstotliwości przestawiania aparatu produkcyjnego, wzrostowi wydajności pracy zatrudnionych, rozłożeniu kosztów stałych (np. kosztów projektowania) na większą liczbę jednostek, a także dzięki dokonywaniu drobnych, stopniowych usprawnień stosowanej techniki produkcji (ulepszeń sposobu wytwarzania w związku z kumulowaniem doświadczeń produkcyjnych itd.).
- Dynamiczne (średniookresowe i długookresowe) – mają miejsce, gdy występują bardziej radykalne zmiany technik produkcji i obrotu handlowego. Powoduje to m.in. poprawę technologii wytwarzania, zwiększenie zdolności produkcyjnej urządzeń czy wzrost ich sprawności.

### Wewnętrzne i zewnętrzne
- Korzyści wewnętrzne – korzyści wewnętrzne zazwyczaj dotyczą korzyści jednego przedsiębiorstwa.
  - techniczne (wzrost wykorzystania nowych technologii, co powoduje sprawniejszy podział pracy i poprawę jej efektywności);
  - handlowe (inwestowanie w reklamę oraz inne działania marketingowe);
  - finansowe (dostęp do alternatywnych źródeł kapitału).
- Korzyści zewnętrzne – ten rodzaj korzyści odnosi się do korzyści jakie przedsiębiorstwa zyskują w ramach jednej gałęzi gospodarki.
  - praca – specjalizacja rynku pracy w regionie powoduje obniżenie kosztów pracy;
  - kooperacja – dzięki rozwojowi jednych przedsiębiorstw możliwe jest zawieranie przez nie współpracy z innymi, czy to z danego regionu czy sektora przemysłowego;
  - rozwój usług – rozwój firm jednego sektora w danym regionie pociąga za sobą stabilizację rynku w innych dziedzinach np. ubezpieczeniach lub usługach bankowych.

### Rosnące, stałe i malejące
- Rosnące korzyści skali – mają miejsce, gdy wraz ze wzrostem czynników produkcji np. 2 razy produkcja wzrasta np. 3 razy (każda dowolna liczba powyżej 2);
- Stałe korzyści skali produkcji – wraz ze wzrostem czynników produkcji np. 2 razy produkcja wzrasta również 2 razy (produkcja zawsze rośnie o taką samą wartość o jaką zwiększają się czynniki produkcji);
- Malejące korzyści skali – w tym przypadku czynniki zwiększamy np. 2 razy ale skala produkcji wzrasta już tylko np. 1,5 raza (skala produkcji nadal rośnie, ale jej wzrost jest wartością mniejszą niż nakład czynników produkcji).